# Kościół św. Wojciecha w Mrągowie
Kościół parafialny pw. św. Wojciecha (niem. Kirche St. Adalbert) – rzymskokatolicki kościół w Mrągowie przy ulicy Królewieckiej. 

## Historia
Teren pod budowę świątyni przy ówczesnej Königsbergerstraβe podarowała Justyna Timnik, wdowa po Gustawie kupcu i burmistrzu Mrągowa. Pierwsze prace rozpoczęto w na początku 1860 i przebiegały one w bardzo szybkim jak na ówczesne czasy tempie. Uroczyste poświęcenie przez ks. Rudolfa Borowskiego miało miejsce 28 października 1860, a samodzielna parafią kościół został w dniu 30 lipca 1870. W 1892 rozpoczęto trwającą dwa lata rozbudowę podczas której dobudowano nawy boczne, a następnie dobudowano wieżę i część mieszczącą zakrystię, ostatecznie prace ukończono wiosną 1896. 22 czerwca tego samego roku miała miejsce konsekracja, której dokonał bp. Andrzej Thiel nadając świątyni wezwania św. Wojciecha i Niepokalanego Poczęcia Najświętszej Maryi Panny. Ostatnia rozbudowa miała miejsce w pierwszych latach XX wieku, po ich zakończeniu 3 października 1910 odbyła się konsekracja z rąk biskupa Augustyna Bludaua. 

## Architektura
Budowla powstała w stylu neogotyckim na planie prostokąta (25,5 m x 11,5 m), budulcem była czerwona cegła. Korpus posiada wysokość 11 m, a prezbiterium 9,5 m, halowe wnętrze dzieli się na trzy nawy, a dobudowane symetrycznie położone dwie kaplice sprawiły, że współczesny plan kościoła przypomina krzyż łaciński. Dobudowana po zachodniej stronie kwadratowa wieża ma ok. 30 m, kryje ją dwuspadowy dach ze schodkowymi szczytami sterczynowymi. 
Świątynia posiada oryginalne wyposażenie, którego historia sięga przebudowy z końca XIX wieku i kolejnej sprzed 1910. Na uwagę zasługują trzy ołtarze, główny i dwa boczne, witraże, organy i ambona.

## Wnętrze

### Ołtarze
Ołtarz główny jest z drewna, powstał w pracowni Georga Schreinera w Ratyzbonie. Posiada nietypową konstrukcję, centralna część zajmuje tabernakulum, a powyżej tzw. Tron Eucharystyczny. Z lewej strony znajduje się rzeźba Świętej Rodziny i pasterza w pokłonie, a z prawej płaskorzeźba przedstawiająca zmartwychwstałego Chrystusa z chorągwią. Z lewej strony ołtarza znajduje się figura Serca Jezusa, z prawej Matki Bożej Królowej, nad nimi postacie aniołów a całość ozdobiona sterczynami. Ołtarze boczne powstały w pracowni Augusta Vettera w Dobrym Mieście, stamtąd pochodzą również ambona i chrzcielnica. Po lewej stronie umieszczono ołtarz Ukrzyżowania z figurami Matki Bożej i św. Jana Ewangelisty, zaś po prawej ołtarz Niepokalanego Poczęcia Maryi z umieszczonym pośrodku obrazem i figurami św. Franciszka i św. Józefa. Drewniana chrzcielnica znajduje się w bocznej kaplicy Matki Bożej, a ambona ozdobiona symbolami ewangelistów umieszczona jest na pierwszym, lewym filarze. 16-głosowe organy zostały wykonane w znanej firmie Bruno Goebela w Królewcu. 

### Witraże
Otwory okienne zdobią witraże, które wykonała w 1894 firma Heinricha Oldtmanna w Linnich. Na witrażach w prezbiterium znajduje się wizerunek Dobrego Pasterza oraz sceny męczeństwa św. Wojciecha, boczne ostrołukowe okna wypełniono witrażami z ornamentami roślinnymi.